# Pallacanestro ai XIX Giochi dei piccoli stati d'Europa
Le competizioni di pallacanestro ai XIX Giochi dei piccoli stati d'Europa si sono svolte dal 29 maggio al 3 giugno 2023.

## Podi
| Evento           | Oro         | Argento     | Bronzo |
| Torneo maschile  | Lussemburgo | Malta       | Cipro  |
| Torneo femminile | Montenegro  | Lussemburgo | Cipro  |

## Medagliere
| Pos.   | Paese       | Oro | Argento | Bronzo | Totale |
| ------ | ----------- | --- | ------- | ------ | ------ |
| 1      | Lussemburgo | 1   | 1       | 0      | '2     |
| 2      | Montenegro  | 1   | 0       | 0      | '2     |
| 3      | Malta       | 0   | 1       | 0      | '2     |
| 4      | Cipro       | 0   | 0       | 2      | '2     |
| Totale | Totale      | 2   | 2       | 2      | 6      |